# Anaglyptothrips dugdalei
Anaglyptothrips dugdalei är en insektsart som beskrevs av Laurence A. Mound och Palmer 1983. Anaglyptothrips dugdalei ingår i släktet Anaglyptothrips och familjen rörtripsar. Inga underarter finns listade i Catalogue of Life.